# Bernhard Pajonk
Bernhard Pajonk (* 1. August 1955) ist ein ehemaliger deutscher Fußballspieler.

## Karriere
Pajonk spielte mit dem 1. FC Mülheim zwei Spielzeiten in der Nordstaffel der 2. Bundesliga. Im ersten Jahr wurde ein Platz im sicheren Mittelfeld belegt, Pajonk hatte neun Spiele bestritten. Im Folgejahr absolvierte er zehn Spiele, die Mannschaft stieg aus der 2. Liga ab. Später lief er für Fortuna Düsseldorf auf, wo er hauptsächlich im Amateurteam zum Einsatz kam. Unter Trainer Otto Rehhagel hatte er einen Kurzeinsatz in der Bundesliga. Gegen Werder Bremen, bei der 1:4-Niederlage wurde er in der 85. Spielminute für Heiner Baltes eingewechselt, es war der 21. Spieltag der Saison 1979/80. In der Saison 1980/81 spielte er erneut für den 1  FC Mülheim.